# مصطفی طغیانی دولت‌آبادی
مصطفی طغیانی دولت‌آبادی سیاست‌مدار ایرانی بود، که در دوره بیست و چهارم مجلس شورای ملی بعنوان نماینده اصفهان از استان اصفهان در مجلس شورای ملی حضور داشت.